# جورج ارثی
جورج ارثی (انگلیسی: George Earthy؛ زادهٔ ۵ سپتامبر ۲۰۰۴) بازیکن فوتبال اهل انگلستان است که در پست هافبک برای وستهام یونایتد بازی می‌کند.

## دوران ملی
ارثی همچنین برای تیم‌های ملی زیر ۱۵ سال، زیر ۱۶ سال، زیر ۲۰ سال و زیر ۲۱ سال انگلستان بازی کرده‌است.

## دوران باشگاهی
ارثی در سطح زیر ۶ سال به وستهام یونایتد پیوست، و در ژوئن ۲۰۲۲ و در سن ۱۷ سالگی نخستین قرارداد حرفه‌ای خود را با این باشگاه امضا کرد. ارثی بخشی از تیم زیر ۱۸ سال وستهام بود که در فصل ۲۰۲۳–۲۰۲۲ موفق به کسب دوگانهٔ جام حذفی جوانان انگلستان و لیگ برتر جنوب زیر ۱۸ سال شد. در ۱۴ مارس ۲۰۲۴، ارثی نخستین بازی خود را برای تیم بزرگسالان وستهام انجام داد و در پیروزی ۵–۰ مقابل فرایبورگ در مرحله یک‌هشتم نهایی لیگ اروپا به عنوان بازیکن تعویضی وارد زمین شد.
در ۱۴ آوریل ۲۰۲۴، ارثی نخستین بازی خود در لیگ برتر را در برابر فولام انجام داد و در دقیقه ۸۲ به جای میکائیل انتونیو وارد زمین شد. تنها چند دقیقه بعد، او با هم‌تیمی‌اش ادسون آلوارز برخورد کرد و پس از اصابت سرش به زمین، بیهوش شد و نیاز به رسیدگی پزشکی گسترده، از جمله دریافت اکسیژن داشت. در نهایت با برانکارد از زمین خارج شد و مکسول کورنه جایگزین او گردید؛ بازی با شکست ۲–۰ وستهام پایان یافت.